# Pol Maunoury
Jacques Hyppolite, dit "Pol" Maunoury, né le 30 juin 1824 à Chartres (Eure-et-Loir) et mort le 3 décembre 1899 à Luisant (Eure-et-Loir), est un homme politique français.

## Biographie
Fils d'Hyppolite Désiré Maunoury (1801-1863), avocat à Chartres, et de Louise Geneviève Bouvet (1804-1901), Pol Maunoury est avocat à la Cour d'appel de Paris lorsqu'en 1848 il devient magistrat et est nommé substitut du procureur à Chartres, puis, à Troyes (1849) et à Pontoise (1851). Il démissionne de la magistrature le lendemain du coup d'État du 2 décembre 1851 et réintègre le barreau de Paris, travaillant dans le cabinet de Jules Senard.
En 1868, il part vivre en Égypte où il devient l'avocat conseil de la compagnie du canal de Suez de Ferdinand de Lesseps. À la demande des autorités égyptiennes, il réorganise le système judiciaire égyptien.
En 1870, après la proclamation de la République française du 4 septembre 1870, il est nommé secrétaire général de la préfecture d'Eure-et-Loir. Il retourne ensuite vivre en Égypte où le gouvernement du Khédive le nomme procureur général près la Cour d'Appel d'Alexandrie.
Il est élu député d'Eure-et-Loir en 1876 et siège au groupe de la Gauche républicaine. Il sera réélu en 1877, 1881 et 1885. Il est l'un des 363 qui refusent la confiance au gouvernement de Broglie, le 16 mai 1877. Aux élections législatives de 1889, au premier tour il arrive second (3.364 voix) derrière Noël Parfait (4.333 voix) et décide de se désister en sa faveur. Il se consacre ensuite au journal Le Progrès dont il est un des fondateurs.
Il est maire de Luisant pendant vingt-deux ans.

### Décès - Obsèques
Il est malade pendant trois ans et est gagné peu à peu par la paralysie qui le prive de la parole. Il meurt le dimanche 3 décembre 1899 à l'âge de 75 ans.
Ses obsèques ont lieu le mardi 5 décembre 1899 à l'église de Luisant. Au cimetière, des discours lui rendant hommage sont notamment prononcés par Gustave Lhopiteau et le préfet d'Eure-et-Loir Paul Maitrot de Varenne.

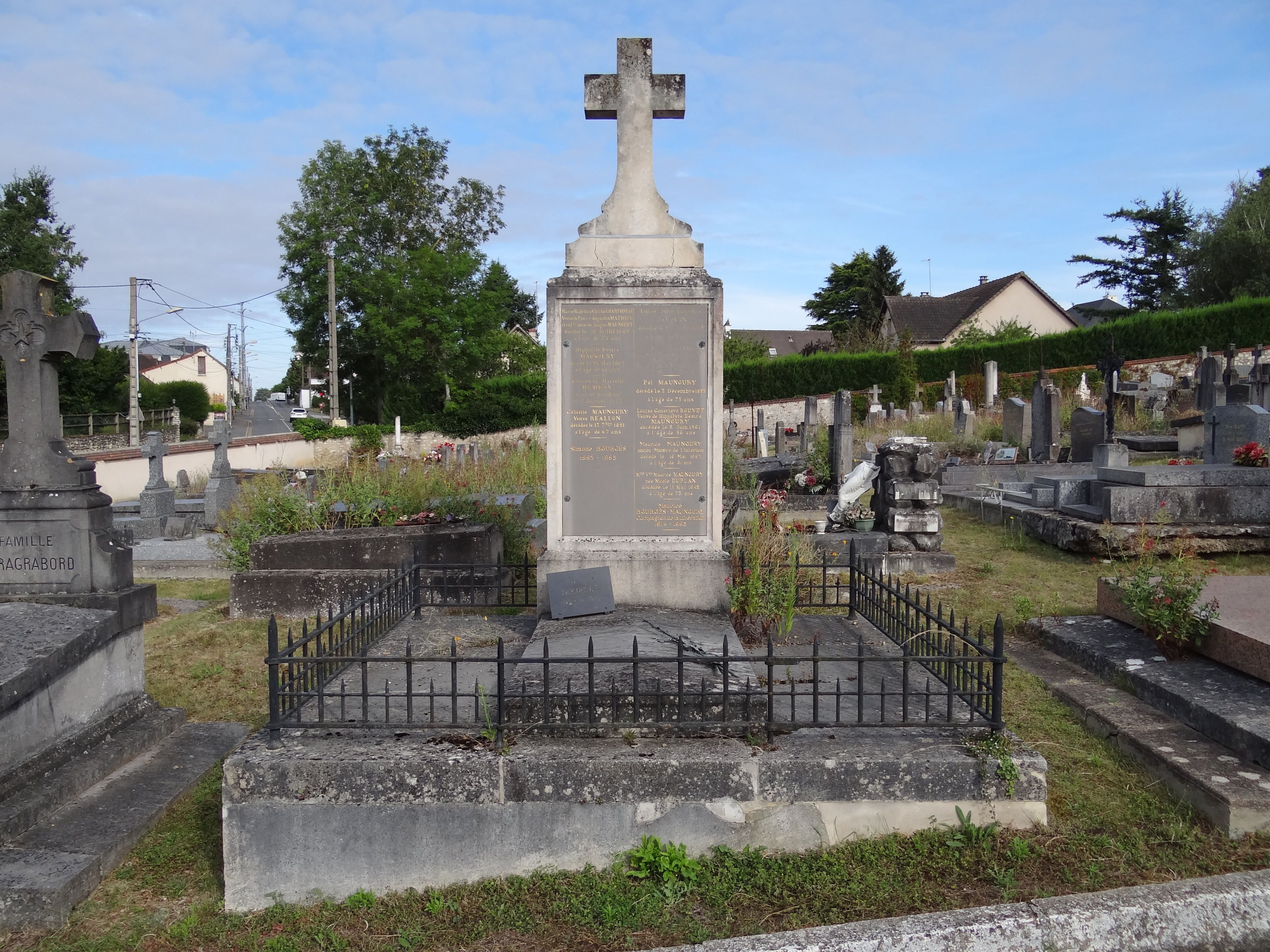
La tombe de Pol Maunoury au cimetière Marceau de Luisant (Eure-et-Loir).

### Famille
Pol Maunoury avait une sœur jumelle : Louise Célénie Maunoury.
Marié avec Julie Martin (1837-1883), il a trois enfants : Marguerite, Gauthier et Maurice Maunoury (1863-1925), homme politique, ministre, grand-père de Maurice Bourgès-Maunoury (1914-1993), président du Conseil en 1957.

## Sources
- Jean Jolly (dir.), Dictionnaire des parlementaires français, Presses universitaires de France
- « Pol Maunoury », dans Adolphe Robert et Gaston Cougny, Dictionnaire des parlementaires français, Edgar Bourloton, 1889-1891 [détail de l’édition]